# Sydney Talker
Sydney Egere, (né le 26 janvier 1996), connu sous le nom de Sydney Talker, est une personnalité médiatique, comédien et acteur nigérian,. Il est le fondateur et PDG de Neville Records,, et nommé pour le 25 Under 25 Award organisé par SME100 Africa.

## Biographie
Né dans l'État d'Edo, au Nigeria, et élevé par une mère célibataire, Sydney a fait ses études primaires et secondaires au Bénin avant traveler au État de Lagos pour continuer Lui educatione. Il a ensuite obtenu un baccalauréat en informatique de l'Université du Bénin.

## Carrière
La carrière de Sydney Talker a commencé en 2016. Il a commencé par créer et télécharger des sketches comiques sur ses réseaux sociaux, en particulier sur Instagram. Son sketch comique "The Poor Power Supply" est ce qui l'a mis sous les feux de la rampe en 2016. Il a été nommé dans l'édition 2020 des 25 Under 25 Awards organisés par SME100 Africa. Sydney a également joué dans plusieurs films de Nollywood aux côtés d'acteurs et d'actrices populaires de Nollywood. Il a été surnommé le Nigerian Mr Bean et a souvent été appelé The Towel Guy.
En janvier 2022, Sydney Talker a annoncé le lancement de son label, "Neville Records", dans un post Instagram. Il a également dévoilé sa première signature de Khaid le même jour.

## Filmographie
Sauf indication contraire, les informations mentionnées dans cette section peuvent être confirmées par les bases de données cinématographiques IMDb et Allociné,  présentes dans la section « Liens externes ».
| Année | Titre                                 | Directeur | Note                                                                               |
| ----- | ------------------------------------- | --- | ---------------------------------------------------------------------------------- |
| 2020  | Fate of Alakada\|Kayode Kasum         | Starring Odunlade Adekola, Mercy Eke, Alex Asogwa, Timini Egbuson, Davido, Peruzzi, Toyin Abraham, Broda Shaggi, MC Lively |                                                                                    |
| 2020  | Loud: Live Out Ur Dream\|Umanu Elijah | Starring Wale Ojo, Timini Egbuson, Sophie Alakija, Jide Kosoko, Bolanle Ninalowo                                           |                                                                                    |
| 2021  | Alex Asogwa                           | Starring Ngozi Nwosu, Ojiaku Chiamaka                                                                                      |                                                                                    |
| 2022  | Obara'M                               | Kayode Kasum | Starring Nkem Owoh, Bolanle Ninalowo, Nancy Isime, Deyemi Okanlawon, Onyeka Onwenu |